# 金淑姫
金淑姫（キム・スクヒ、1963年 - ）は、朝鮮民主主義人民共和国（北朝鮮）の工作員。なお「スクヒ」は、実際の発音では「スッキ」に近い。
大韓航空機爆破事件（1987年）の実行犯である金賢姫（1962年1月27日生）とは工作員養成機関である金星政治軍事大学（のちの金正日政治軍事大学）の同期であり、年齢は賢姫の1歳年下。
1977年（昭和52年）に13歳で新潟市の自宅付近から連れ去られた北朝鮮による拉致被害者、横田めぐみ（1964年10月5日生）より日本語の指導を受けていたことが、日本に帰国した拉致被害者や金賢姫の証言で明らかになっている。

## 金賢姫の同僚工作員
1980年3月、平壌外国語大学日本語科の学生だった金賢姫（当時18歳）は朝鮮労働党中央委員会調査部の工作員として召還され、「金玉花」の名をあたえられ、金淑姫とペアを組まされた（これを「配合」という）うえで当局から工作員教育を受けることとなった。賢姫と淑姫は平壌直轄市龍城区域東北里10号招待所で同居することとなり、以後、長きにわたり苦楽をともにすることとなる。なお、東北里での招待所は10号から2号、3号、9号、再び10号というふうに頻繁に移動させられた。
金賢姫の証言によれば、金淑姫は、平安南道順川市の生まれで、父は佐官級の将校、母は食料品店の販売員であった。淑姫は順川で中学校までを終了し、衣類や食品などを専門に学ぶ平壌軽工業大学日用品学科に入学したが、1年生のときに工作員として召還された。当時17歳であった彼女は、目の大きい色白の美人で、身長は160センチメートルほどの均整のとれた体つきで、性格はおとなしかったが芯がしっかりしていた。また、たいへん勉強好きでプライドが高く、その一方で心の広い女性であった。淑姫と賢姫は相性がよく、喧嘩らしい喧嘩を一度もしたことがなかったばかりか、やがて言葉で何もいわなくても互いに通じ合えるような、本当の姉妹同様の間柄であったという。
1980年4月7日、2人は収容先を妙香山谷間一地区2号招待所に移され、翌4月8日、金星政治軍事大学に入校した。金星政治軍事大学は朝鮮労働党作戦部に属し、工作員と戦闘員に対し「南朝鮮革命と祖国統一」のための資質を養成する機関で、彼女たちは短期（1年）情報班の1期生として入校した。入校生は、淑姫・賢姫の女性2名と男性6名の計8名で、それぞれ2人ずつペアを組まされ、起居をともにする一方、主体思想を柱とする政治思想学習や射撃、行軍、水泳などの教育を受けた。妙香山の招待所には料理係がいなかったので、掃除・洗濯はもとより庭の草むしり、ウサギの餌やり、ペチカの火の管理なども自分たちでおこなわなければならなかった。
1日の日課はみっちりと組まれていた。朝6時に起床し、顔を洗って清掃をしてから、7時には朝食をとり、7時30分から8時30までは金日成徳性資料を朗読したのち、軍服に着替え、マスクとサングラスをかけて顔面を覆い、いつでも姿を隠せるよう雨傘を携帯したうえで大学の講義室に向かう。8時30分から13時まで午前の講義があるが、その間、同級生に対しても顔面の露出や声を聞かれることは許されない。午後は16時まで昼食と休憩があり、17時30分までは午後の講義、その後19時までは自習と運動の時間で、夕食を済ませてから20時から21時までが体力鍛錬と訓練の時間である。そして、21時から22時まで10キログラムの背嚢を背負って毎日4キロメートルの「山岳行軍」をおこない、その後、日記を書いて翌日の予習をして23時に就寝する、というのが平日のおよそのスケジュールであった。なお、土曜日は、同じ重さの背嚢を背負って3時間かけて25キロメートルの山岳行軍が課せられた。
淑姫と賢姫は毎日、独りで一般男子2名を制圧する力を身につけることを目標とした「撃術訓練」が課された。また、週2回、4時間ずつピストル1,200発、小銃200発の実弾射撃訓練があり、武器の分解・組立・修理も繰り返し行われた。手榴弾投擲訓練もあった。水泳は平泳ぎで休まず2キロメートルを泳ぎ切る訓練を10日間受けた。地形学訓練は、地図を正確に見て指定された場所に行き暗号文献を埋め、また、掘り返すというものであった。短刀操法、自動車運転、写真撮影、現像・印刷なども学んだ。2人は厳しい訓練によく耐え、能力の向上に自信を深め、達成感と喜びを分かち合った。
教育には映画鑑賞も含まれ、毎週1本ないし2本の、主としてスパイ映画を視聴し、見終わったあとは2人で互いに討議することが必須課題となっていた。映画『死に向かう5人』は、女子工作員が5人の友軍偵察組に襲撃できる機会と時間をあたえるため、敵の将校をおびきよせて身体を許しながら任務を遂行するものの、最後は正体がばれて将校に銃殺されるという筋書きの外国映画だったが、賢姫は、金淑姫が振り向きざまに「私たちもあんなことしなければならないの?」と言い、泣き顔になっていたことをよく覚えている。2人はつらいとき、惨めな気持ちになったときは、互いに慰めあった。
1年の工作員養成期間を終えると、1981年4月から7月まで、淑姫と賢姫の2人は東北里の招待所に再び移され、日本の小学校の1年生から6年生までの国語教科書などを使って日本語教育を受けた。その一方で、『金日成著作選集』をはじめとする政治思想の再武装が施され、「東亜日報」などの韓国紙を読んで朝鮮半島情勢の把握が求められた。また、北朝鮮やソ連のスパイ映画を見て工作員の活動状況も学んだ。この時期も多忙をきわめていたが、金星政治軍事大学在籍中に比べれば格段に楽だったと金賢姫は振り返っている。
金賢姫が、平壌郊外東北里2階3号招待所で拉致被害者である日本人女性「李恩恵」（本名、田口八重子）から起居をともにした一対一の日本人化教育を受けたのは1981年7月から1983年3月にかけてのことであった。賢姫がマンツーマン指導を受けている間、金淑姫・金賢姫のペアは解消したが、1983年3月、再び2人は「配合」された。淑姫は賢姫との再会を喜んだものの、金星政治軍事大学での講義には飽き飽きしていて、賢姫にくらべて自尊心がいくらか傷つけられたせいで浮かぬ表情もしていたという。2人の招待所は平壌市北部の龍城地区にあった。学習と訓練は以前と変わりなかったが、実務実習訓練に重きが置かれ、モールス信号の受信や穴掘作業の訓練が加わった。龍城40号招待所での訓練は金星政治軍事大学の訓練よりも厳しいものだった。淑姫と賢姫は金日成誕生日に合わせて2泊3日の休暇が与えられて、3年ぶりに家族と再会した。
金淑姫と金賢姫は、1984年6月から8月にかけて、龍城40号招待所で中国人女性の孔令譻から中国語（北京語）の手ほどきを受けた。この女性は、1978年にポルトガル領マカオから北朝鮮に拉致されてきた、賢姫より5歳くらい年上の拉致被害者で、収容中に逃亡したものの捕まってしまったと話していたという。金賢姫によれば、彼女は拉致されてから長かったせいか、朝鮮語が上手だったという。
1984年8月、2人は再びペアを解消、金賢姫はのちにともに大韓航空機爆破事件を引き起こすこととなる金勝一と組まされ、勝一を「おとうさん」と呼んで親子を偽装し、すべての会話を日本語で話すことを原則として、「蜂谷真一」「蜂谷真由美」名義の偽造の日本旅券でソ連、ハンガリー、オーストリア、デンマーク、西ドイツ、スイス、フランスを周遊する日本人観光客の父娘として行動した。賢姫は9月には金勝一とパリで別れて、その後、香港からマカオ、広州、北京を経て10月に平壌にもどった。
1985年1月、金淑姫と金賢姫は再会し、2人は再び行動をともにするよう命ぜられたが、そこに人民武力部偵察局出身の成仁愛（ソン・イネ）という女性も加わって、3人で中国人化教育を受けた。金淑姫は、賢姫と離れている間、射撃の腕を向上させていた。その後、成仁愛は問題を起こして脱落し、1985年7月からの1年間、淑姫と賢姫は一緒に広州に赴き、中国語と広東語の語学実習を課せられた。金淑玉にとっては初めての海外旅行であり、浮き浮きした様子がうかがわれた。1986年8月、2人はマカオに移って浸透工作を命じられたが、その際、金淑姫は「高橋慶子（たかはしけいこ）」名義の偽造旅券を北朝鮮当局より送付されている。マカオでは2人は生活費を割いて買い物をし、自炊生活を送った。広州と異なり、ここでは行動にひじょうに制限が多く、親しい人と付き合うこともできなかったが、淑姫と賢姫はいっそう親密になった。1987年1月、マカオからの帰途、淑姫はとても名残り惜しそうであった。金賢姫は自分が以前注意された「資本主義の表面だけを見て評価せず、その欠点だけを考えなければならない」と同じことを淑姫に話すと、彼女は素直に頷いたという。
中国での語学実習とマカオ浸透工作の総括報告に際して、2人は過去を振り返りつつ現実に即応しなければならない状況にあったが、淑姫は賢姫以上に苦しんでいるようすだった。総括報告後は、2人に2泊3日の休暇があたえられた。その後は再び訓練と学習の日々が続いたが、淑姫と賢姫は自分たちの将来がどうなるのか語り合うこともあった。1987年9月、淑姫と賢姫に2度目のマカオ浸透工作の命令が下り、淑姫は「百翠恵（パイ・ツイフイ）」、賢姫は「呉英（ウー・イン）」に偽装することが決まった。公務旅券の名義は、淑姫が「金喜淑（キム・キスク）」、賢姫は「金花玉（キム・ファオク）」であった。2人は広州に赴いたが、何日も経たないうち、途中で金賢姫だけ即刻平壌に戻るよう命令が下り、彼女には平壌帰還後、金正日より大韓航空機爆破の指令が下ったのであった。広州で2人が別れるとき、お互い何も言わず、別れの挨拶さえできず、この別れを悲しみ、泣いたという。ただ互いの手を握り合い、賢姫は淑姫に金の指輪を、淑姫は賢姫にイヤリングを渡して、別れた。その後の金淑姫の足取りは不明である。

## 横田めぐみ・田口八重子と同居
金賢姫が2009年に飯塚耕一郎（田口八重子の長男）に語ったところによれば、金淑姫、田口八重子、横田めぐみの3人は、1984年末頃まで中和郡忠龍里の招待所で同居していたという。この事実は、金賢姫が1985年1月に再びペアを組むことになった金淑姫と再会した際、淑姫本人から聞いたものである。金淑姫は金賢姫に、3人が同居した招待所について「電気事情が悪く寒いので、服を何枚も重ね着していた」と話していたという。2002年に帰国した日本人拉致被害者は「1984年秋、平壌の南東約20キロにある忠龍里という場所で田口八重子と再会した」と証言しており、田口と横田が同居するようになったのはこの直後の可能性が高いと考えられる。なお、拉致被害者の証言では、このとき田口八重子は結婚していなかったという。
金賢姫は、2009年の韓国誌『月刊朝鮮』のインタビューでも、「横田めぐみが工作員の同僚だった金淑姫に日本語を教えていた。横田と淑姫が一緒に写ったポラロイド写真も見たことがある」と証言している。金賢姫は、横田めぐみとは1度会っただけだったが、工作員教育を受けているとき、「おとなしく、憂鬱気味で、よく病気になり入院していた」という風評を耳にしている。また、指導員が「おとなしい淑姫が、おとなしい日本人の子ども（横田めぐみのこと）と暮らしていたので、いっそうおとなしくなってしまった。工作員は活発でなくてはならないのに…。淑姫を李恩恵と組み合わせるんだった。失敗した」と話していたことも記憶している。上述した拉致被害女性は、金賢姫の証言以前に「横田めぐみはスッキという人に日本語を教えていた」と証言しており、「スッキ」が淑姫であれば金賢姫の証言と一致する。日本に帰国した拉致被害者は「1985年1月頃、スッキと田口八重子、横田めぐみが同居していたが、途中でスッキがいなくなって田口と横田が忠龍里一地区で2人で暮らすようになり、1985年末に同じ忠龍里の二地区に移され、1986年春頃に田口が腰痛で915病院に入院したため、横田が1人残されたが、そこに近所に住んでいた金英男が通い、横田より日本語を習った」と証言している。これもまた、1985年1月に淑姫・賢姫が再度「配合」させられたとの金賢姫証言と符合している。

## 横田めぐみに日本語を教わる
2009年の金賢姫証言により、金淑姫が拉致被害者横田めぐみから日本語教育を受けていたことがいっそう確実視されるようになった。西岡力は、1997年の著作で、1981年7月の賢姫・淑姫のペア解消後、賢姫が「李恩恵」より個人指導を受けている間、淑姫は別の日本人から日本人化教育を受けていた可能性が高いことを指摘していた。また、1978年6月の田口八重子失踪の直後、北朝鮮が立て続けにカップル3組を拉致したのも、航空機爆破事件の際、金賢姫が金勝一と男女でコンビを組まされている例を踏まえると、「日本人化教育」の目的で拉致したものでないかとの推論を示していた。さらに、ヨーロッパで連れ去られた有本恵子、石岡亨、松木薫の3人もまた、石岡から北海道の家族に送った手紙の文面などより、北朝鮮で日本人化教師をさせる目的（それに加えて、パスポートを奪う目的）があったのではないかと推理していた。
なお、1995年に田口八重子のことを書いた金賢姫が、なぜそこでは横田めぐみや金淑姫に関する証言を隠していたかについては、彼女は自分が体験したことならばともかく金淑姫から聞いた話を公開すると、淑姫が責任を問われ、北朝鮮当局から処罰されてしまうのではないかと考えたためであったと答えている。